# Хоум-иншурэнс-билдинг
Хоум-иншурэнс-билдинг (англ. Home Insurance Building) — первый в мире небоскрёб, построен в 1885 году в Чикаго, США. Снесён в 1931 году.
Высота здания составляла 42 метра, 10 этажей. В 1891 году было надстроено ещё два этажа, и высота составила 55 метров.
Автор проекта — американский архитектор Уильям Ле Барон Дженни — спроектировал здание в 1884 году и предложил новаторскую технологию строительства, при которой впервые был использован несущий каркас (он был составлен из чугунных опор и кованых балок). Традиционно роль несущей конструкции выполняли внешние стены. Исходя из того, что прочность стали примерно в 10 раз выше, чем у самого качественного бетона и каменной или кирпичной кладки, в ранних небоскрёбах стали использовать в качестве опоры металлический каркас, поддерживающий как внешние, так и внутренние стены. Благодаря несущему каркасу общий вес сооружений удалось уменьшить почти на треть. Архитектор не решился полностью отказаться от других несущих конструкций, поэтому здание имело также несущую заднюю стену и гранитные колонны.

### Комментарии
1. ↑  Станция Брод-стрит[англ.], шестиэтажное здание, построенное в 1881 году в Филадельфии (штат Пенсильвания) фирмой Wilson Brothers & Company[англ.], также имело каркас из конструкционной стали и стало одним из первых зданий в Америке, в которых каменная кладка не использовалась в качестве несущей стены. Постройка была расширена Фрэнком Фернессом[англ.][3]